# Municipio de Geneva (Iowa)
El municipio de Geneva (en inglés: Geneva Township) es un municipio ubicado en el condado de Franklin en el estado estadounidense de Iowa. En el año 2010 tenía una población de 324 habitantes y una densidad poblacional de 3,46 personas por km².

## Geografía
El municipio de Geneva se encuentra ubicado en las coordenadas 42°41′2″N 93°4′54″O / 42.68389, -93.08167. Según la Oficina del Censo de los Estados Unidos, el municipio tiene una superficie total de 93.57 km², de la cual 93,34 km² corresponden a tierra firme y (0,24 %) 0,23 km² es agua.

## Demografía
Según el censo de 2010, había 324 personas residiendo en el municipio de Geneva. La densidad de población era de 3,46 hab./km². De los 324 habitantes, el municipio de Geneva estaba compuesto por el 98,77 % blancos y el 1,23 % eran de una mezcla de razas. Del total de la población el 0,31 % eran hispanos o latinos de cualquier raza.